# Peter D. Richardson
Peter Damian Richardson (* 22. August 1935 in West Wickham; † 21. April 2020) war ein britisch-US-amerikanischer Medizin-Ingenieur.
Richardson studierte an der Universität London, wo er 1955 seinen Bachelor-Abschluss machte und 1958 in Ingenieurwissenschaften promoviert wurde, während er Demonstrator am Imperial College war. Ab 1960 war er Assistant Professor und später Professor für Ingenieurwesen und Physiologie an der Brown University in Providence.
Er befasste sich mit Biomechanik, der Hydrodynamik des Blutflusses, der Mechanik von Blutgefäßen und Bindegewebe sowie der Theorie und Technologie künstlicher Organe. Weitere Arbeitsgebiete waren die computergestützter Bildanalyse in der Medizin und Ultraschalldiagnose. Er gründete das Unternehmen Microspore Inc., das Ultraschalltechnik zum Auffinden von kleinen Teilchen und Gasblasen im Blut entwickelt.
1987 erhielt er den Ernst Jung-Preis, 1974 einen Ehrendoktor der Universität London (D. Sc.). 1976 war er Humboldt-Preisträger. Er war zudem Fellow der Royal Society und Gründungsmitglied des American Institute for Medical and Biological Engineering.

## Schriften
- mit Manfred Steiner: Principles of Cell Adhesion, CRC Press 1994